# Lyctocoris hawaiiensis
Lyctocoris hawaiiensis är en insektsart som först beskrevs av George Willis Kirkaldy 1902.  Lyctocoris hawaiiensis ingår i släktet Lyctocoris och familjen näbbskinnbaggar. Inga underarter finns listade i Catalogue of Life.